# Endre Ady
Pour les articles homonymes, voir Ady.
Dans le nom hongrois Ady Endre, le nom de famille précède le prénom, mais cet article utilise l’ordre habituel en français Endre Ady, où le prénom précède le nom.
Endre Ady de Diósad (en hongrois : diósadi Ady Endre, [ˈdioːʃɒdi ˈɒdi ˈɛndɾɛ]) est un poète et journaliste hongrois, né le 22 novembre 1877 à Érmindszent (renommé « Ady Endre » depuis, commune de Căuaș) et mort le 27 janvier 1919 à Budapest. Il est le porte-drapeau du renouveau de la poésie et de la pensée sociale progressiste en Hongrie au début du XXe siècle.
Il est aussi connu en français sous le nom de André Ady.

## Biographie

### Famille et années de jeunesse

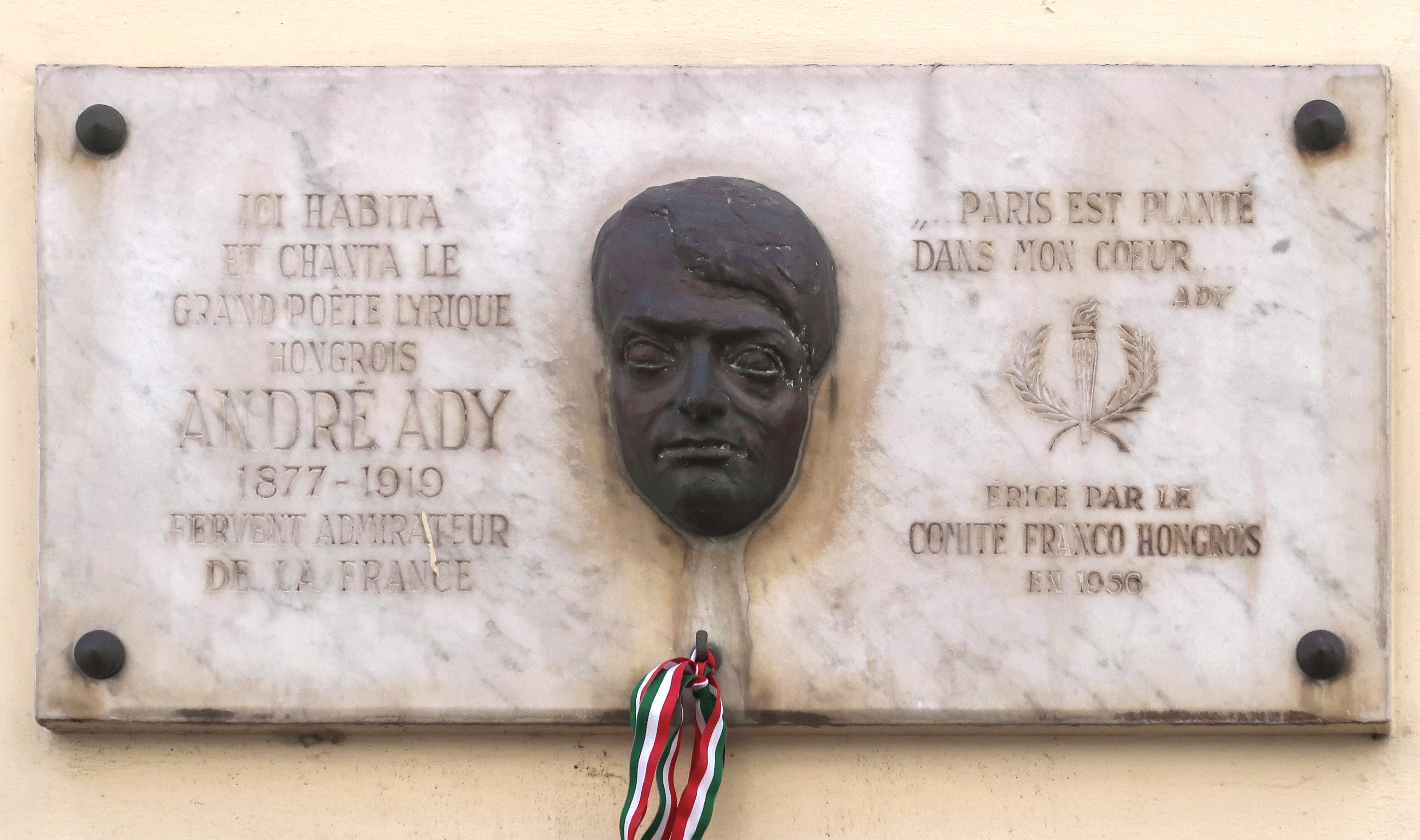
Plaque 3 rue Casimir-Delavigne (6e arrondissement de Paris), où il a vécu.

Ady est issu d'une famille noble appauvrie. Il fait des études de droit à Debrecen, quitte la ville qu'il n'aime guère et travaille comme journaliste à Nagyvárad (Oradea). C'est là qu'il fait la connaissance de son amante, Adél Brüll, une femme mariée appelée Léda dans ses poèmes ; il se rend avec elle à Paris, où elle vit alors, et découvre durant un an les nouveaux courants de la littérature européenne.
L'auteur et poète Mariska Ady (1888-1977) était une nièce d'Endre Ady.

### Retour en Hongrie
À son retour, Ady commence à travailler pour le journal Budapesti Napló (Journal de Budapest) dans lequel il publiera plus de 500 articles et de nombreux poèmes.
Il commence aussi à s'intéresser à la politique et devient membre d'un groupe radical intitulé Huszadik Század (Vingtième Siècle). Avec les expériences de Paris il se construit pas à pas un nouveau style, à savoir le patriotisme critique ; à travers sa poésie il veut démasquer les problèmes socio-politiques de la Hongrie et amener une transformation politique. Ses recueils de poésie Új versek (1906) et Vér és arany (1907) font sensation. Ady doit cesser son activité au Budapesti Napló et se rend de nouveau à Paris (il s'y rendra sept fois de 1904 à 1911).
À partir de 1908, Ady écrit pour la nouvelle revue Nyugat (Occident), où il se montrera actif tout le reste de sa vie ; à partir de 1912 il y travaillera aussi comme éditeur. La même année 1908, il fonde à Nagyvárad le Cercle littéraire A Holnap (Demain).

## Réception
Ady est violemment attaqué non seulement pour son attitude politique, jugée non patriotique, mais aussi pour ses poésies érotiques. Avec la maladie (syphilis), ses forces créatrices diminuent ; cependant durant la première guerre mondiale il élève la voix contre le nationalisme hongrois.

## Style
La poésie d'Endre Ady est fortement influencée par le symbolisme français, en particulier Baudelaire et Verlaine. Son œuvre reflète la Fin de siècle décadente et les injustices sociales de la monarchie en Hongrie. Endre Ady s'est étroitement lié d'amitié avec l'écrivain roumain de Transylvanie Octavian Goga, lequel a traduit en roumain des œuvres de son confrère.

## Œuvres
- Versek (Poésies), 1899
- Még egyszer (Encore une fois), 1903
- Új versek (Poèmes nouveaux), 1906
- Vér és arany (Sang et or), 1907
- Az Illés szekerén (Sur le char d'Élie), 1908
- Szeretném, ha szeretnének (J'aimerais qu'on m'aime), 1909
- Minden-Titkok versei (Poèmes de tous les secrets), 1910
- A menekülő Élet (La vie qui s'enfuit), 1912
- A magunk szerelme (L'amour de nous-même), 1913
- Ki látott engem (Qui m'a vu ?), 1914
- A halottak élén (En tête des morts), 1918
- Az utolsó Hajók (Les derniers bateaux), 1923 (posthume)

## Traductions
- André Ady : poèmes, présenté et traduit du hongrois par Armand Robin, Cognac, Éd. Le temps qu'il fait, 1981.
- Ausgewählte Gedichte, Novellen und Zeitungsartikel, traduction en allemand d'une sélection d'écrits, 2012